# A Daughter of the Sun
A Daughter of the Sun è un cortometraggio muto del 1909 diretto da Edwin S. Porter.

## Trama
Nell'antico Giappone, ad eccezione di alcuni olandesi o portoghesi, gli unici stranieri che potevano visitare il paese del Sol Levante erano pochi missionari. Mitsuka, danzatrice in una famosa casa da tè, e Komura, un giovane soldato, sono due convertiti al cristianesimo, ma sono costretti a pregare in segreto. La giovane, insidiata dal nobile Taka, respinge sdegnosamente le sgradite attenzioni dell'aristocratico che si scontra con Komura, innamorato dalla ragazza.  Taka prende prigionieri i due innamorati e, quando il giovane soldato riesce a fuggire, il nobile minaccia di torturare la danzatrice se lei non gli rivelerà il nascondiglio del suo amante. Tra le mani del suo torturatore, Mitsuka viene costretta a mostrare il crocifisso nascosto che tiene addosso. Komura, tornato indietro, sbaraglia i soldati di guardia e libera la ragazza. Fuggiti via, i due si rifugiano da padre Orlotto. Taka, sulle loro tracce, li ritrova e, nella battaglia che segue, sia i due amanti che il prete vengono uccisi.

## Produzione
Il film fu prodotto dalla Edison Manufacturing Company.

## Distribuzione
Distribuito dalla Edison Manufacturing Company, il film - un cortometraggio in una bobina - uscì nelle sale cinematografiche degli Stati Uniti il 16 febbraio 1909.